# AntWeb
AntWeb este cea mai importantă bază de date online pentru furnici: stocarea imaginilor și înregistrărilor specimenelor și a informațiilor despre istoricul natural și documentarea a peste 490.000 de specimene în peste 35.000 taxoni de furnici în depozitul său open source și comunitar începând cu noiembrie 2014. Acesta a fost înființat de Brian Fisher în 2002, și a costat 30.000 de dolari pentru a o construi.